# Estância Velha
Pour les articles homonymes, voir Estancia (homonymie).
Estância Velha est une ville brésilienne de la mésorégion métropolitaine de Porto Alegre, capitale de l'État du Rio Grande do Sul, faisant partie de la microrégion de Porto Alegre et située à 41 km au nord de Porto Alegre. Elle se situe à une latitude de 29° 38′ 54″ sud et à une longitude de 51° 10′ 26″ ouest, à 44 m d'altitude. Sa population était estimée à 407 408 en 2007, pour une superficie de 52 km2. L'accès s'y fait par les BR-116 et RS-239.
L'origine du nom d'Estância Velha vient de la localisation d'une propriété d'élevage de bétail (estância, en portugais) proche de la Lagune (Lagoa) Lourenço Torres, dont le contremaître était José Antônio de Quadros. À la suite du développement normal de la région (la Vallée du Rio dos Sinos), l'endroit fut divisé en plusieurs parties, dont la Picada Estância Velha.

## Histoire
Estância Velha est née en 1788, comme élément territorial de  la Real Feitoria do Linho Cânhamo. En 1824, Dom Pedro I distribua les terres de cette Real Feitoria en glèbe (lots de terre pour l'agriculture) pour les immigrants allemands qui arrivaient à São Leopoldo. L'histoire raconte que le premier immigrant à s'installer là fut Mathias Franzen, qui, en plus d'être colon, exerçait la profession de cordonnier. À partir de là arrivèrent d'autres familles immigrées.
Le 15 janvier 1930, Estância Velha devint le siège du 10e District de São Leopoldo. Ce fait politique stimula la croissance de la petite industrie du cuir, initiée en 1890, principalement tournée vers la fabrication de selles et autres éléments de sellerie. Son nom fut modifié en 1939 Genuíno Sampaio. En 1950, revint le nom d'Estância Velha. À partir de cette année le mouvement "émancipationniste" fit son apparition dans le Rio Grande do Sul. Estância Velha, influencée par celui-ci, après huit ans de lutte de ses habitants les plus impliqués dans la vie politique, réussit à obtenir son émancipation comme Municipalité indépendante le 8 septembre 1959.

## Économie
L'activité principale de la Municipalité sont les industries du cuir et de la chaussure.
La zone rurale est principalement occupée par des champs et des pâturages qui couvrent 35 % de la superficie du territoire municipal, et destinés à l'élevage des bêtes qui fourniront la matière première ; 29 % en plantations d'arbres, surtout d'acacias noirs desquels sont extraits les tanins utilisés dans le traitement des peaux.
Les sols sont riches en basalte, utilisé pour la construction des routes et des bâtiments.
- Revenu per capita (2000) : R$329,15  (Change 2000 : R$1,00 = 4,00 FF)
 Atlas du Développement Humain/PNUD)
- PIB per capita (2003) : R$ 14.853  (Change 2003 : 1,00€ = R$3,00) Source : FEE

## Maires
| Période | Période | Identité           | Étiquette | Qualité              |
| ------- | ------- | ------------------ | --------- | -------------------- |
| 2000    | 2004    | Elivir Desiam      | PT        | élu avec 11.141 voix |
| 2004    | 2008    | Elivir Desiam      | PT        | élu avec 18.353 voix |
| 2008    | 2012    | José Waldir Dilkin | PSDB      | élu avec 12.551 voix |
| 2012    | 2016    | José Waldir Dilkin | PSDB      |                      |

## Démographie
- Espérance de vie : 71,49 ans (2000) Source : FEE
- Coefficient de mortalité infantile (1998) : 6,46 pour 1000Source : FEE
- Taux d’analphabétisme (200x) : 4,04 % Source : FEE
- Croissance démographique (2005) : 2,48 % par an
- Indice de Développement Humain (IDH) : 0,808
Source : Atlas du Développement Humain/PNUD - 2000
- 50,08 % de femmes
- 49,92 % d'hommes
- 97,82 % de la population est urbaine
- 2,18 % de la population est rurale

## Villes voisines
- Lindolfo Collor
- Ivoti
- Dois Irmãos
- Novo Hamburgo
- São Leopoldo
- Portão